# Базош ле Галаранд
Базош ле Галаранд (фр. Bazoches-les-Gallerandes) насеље је и општина у централној Француској у региону Центар (регион), у департману Лоаре која припада префектури Питивје.
По подацима из 2011. године у општини је живело 1.460 становника, а густина насељености је износила 39,75 становника/km². Општина се простире на површини од 36,73 km². Налази се на средњој надморској висини од 131 метар (максималној 137 m, а минималној 120 m).

## Демографија
| 1962. | 1968. | 1975. | 1982. | 1990. | 1999. | 2011. |
| ----- | ----- | ----- | ----- | ----- | ----- | ----- |
| 1.012 | 1.063 | 1.216 | 1.325 | 1.326 | 1.348 | 1.460 |

График промене броја становника у току последњих година